# Calamus siphonospathus
Calamus siphonospathus är en enhjärtbladig växtart som beskrevs av Carl Friedrich Philipp von Martius. Calamus siphonospathus ingår i släktet Calamus och familjen Arecaceae.

## Underarter
Arten delas in i följande underarter:
- C. s. dransfieldii
- C. s. farinosus
- C. s. oligolepis
- C. s. polylepis
- C. s. siphonospathus
- C. s. sublaevis